# Johan Lewin Eklund
Johan Leven Ekelund, född omkring 1701, död 22 september 1775 i Uppsala, var en svensk militär, stallmästare och hippolog.
Leven blev kvartermästare vid Livregementet till häst 1741 och var stallmästare vid Akademiridskolan i Uppsala från 1744 och fram till sin död. Medlem av frimurarelogen Saint Jean Auxiliaire i Stockholm 1753. Han blev riddare av Svärdsorden 1770 och adlad 1773. Leven levde tillsammans med Anna Elisabet Wetterström med vilken han hade sonen Johan Adolph Leven (1751-1809).
Han skaffade sig praktisk erfarenhet av hästmedicin och ridkonst under resor då han tjänstgjorde i den ryska och den svenska armén och arbetade vid stuterier och besökte ridskolor runt om i Europa. Senare hippologer har framfört åsikten att utbildningen vid Akademiridskolan stod på sin höjdpunkt under Levens verksamhetstid och att hans anseende som ryttare, hästkännare och ridinstruktör varit mycket stort. 
Vid Akademiridskolan i Uppsala undervisade Leven såväl i ridkonst som i hästmedicin och höll bland annat dissektioner av hästar inför intresserade studenter. David von Schulzenheim assisterade vid dessa under sin studietid. Leven argumenterade starkt i sina skrifter för att medicinska åtgärder och kirurgiska ingrepp på hästar skulle grundas på empirisk kunskap och god kännedom om hästens anatomi, och inte på vidskepelse eller oprövade inventioner.
I Uppsala universitetsbiblioteks samlingar finns åtta volymer handskrivna manuskript tillskrivna Leven vilka handlar om hippologi och ridkonst. Utöver de manuskript Leven donerade till universitetsbiblioteket kort före sin död rymmer volymerna även avskrifter och föreläsningsanteckningar av Adolf Ludvig Stierneld och Germund Ludvig Cederhielm, som bägge tycks ha studerat för Leven i Uppsala i början av 1770-talet.